# Melobesia rosanoffii
Melobesia rosanoffii (Foslie) Lemoine, 1912  é o nome botânico  de uma espécie de algas vermelhas  pluricelulares do gênero Melobesia, subfamília Melobesioideae.
- São algas marinhas encontradas na Austrália.

## Sinonímia
- Lithothamnion rosanoffii  Foslie, 1908
- Epilithon rosanoffii  (Foslie) Foslie, 1909